# Max Stiegl
Max Stiegl (bürgerlich Željko Rašković, * 13. April 1980 in Koper, SR Slowenien, SFR Jugoslawien (heutiges Slowenien)) ist ein österreichischer Koch und Gastronom.

## Leben und Wirken
Stiegl wurde 1980 in Koper, SR Slowenien, SFR Jugoslawien geboren, kam im Alter von sechs Jahren nach Österreich und absolvierte eine Kochlehre im Gasthof Abfalter in Salzburg. Seine Anstellung als Koch im Restaurant Inamera in Rust brachte ihm im Alter von 21 Jahren seinen ersten Michelin-Stern ein, wobei er der jüngste Koch der Welt war, aufgrund dessen Leistungen diese Auszeichnung einem Restaurant zuteilwurde.
Im zehnten Jahr des Betriebs seines Restaurants Gut Purbach in Purbach am Neusiedler See, wurde ihm vom Gault Millau die dritte Kochhaube verliehen.
Der österreichische Gault Millau hat ihn zum Koch des Jahres 2020 gekürt. Gleichzeitig erhielt er auch seine vierte Haube.

## Fernsehen
Im Jahr 2018 war Stiegl in der Kochsendung Knife Fight Club des deutschen Privatsenders VOX als Duellant von Maria Groß zu sehen. 2019 war er, ebenfalls auf VOX, als Kontrahent Tim Mälzers in der vierten Staffel Kitchen Impossible zu sehen, nachdem er bereits im Jahr zuvor in der dritten Staffel einen Auftritt als Originalkoch einer der an The Duc Ngo gestellten Prüfungen hatte. Ende 2019 war er in einem Duell der ersten Staffel der Kochsendung Ready to beef! zu sehen, einer weiteren Show bei VOX unter Beteiligung Mälzers.

## Persönliches
Kolportiert wird, dass sein Künstlername Max Stiegl von seinem ersten Küchenchef stamme, der ihn Max genannt habe, und durch dessen Lieblingsbiermarke der Stieglbrauerei zu Salzburg. Nach eigenen Aussagen ist der Name eher aus Jux und Tollerei entstanden. Er ist verheiratet und Vater von drei Kindern.

## Publikationen
- Mein Pannonien. Krenn VerlagsgesmbH, Wien 2016, ISBN 978-3-99005-239-6.
- Sautanz. Rezepte aus einer Zeit, als Fleisch noch etwas Besonderes war. Servus, Wals bei Salzburg 2018, ISBN 978-3-7104-0184-8.
- Wie schmeckt das Burgenland? Die Menschen und die Küche einer Region zwischen Puszta und Alpen. Eigenverlag, Purbach 2021, ISBN 978-3-200-07821-5.